# Melanomma myricae
Melanomma myricae är en lavart som beskrevs av Kerstin Holm och Lennart Holm. 
Melanomma myricae ingår i släktet Melanomma och familjen Melanommataceae. Arten är reproducerande i Sverige.